# 霊能力
霊能力（れいのうりょく）とは、霊（霊魂）や魂、生霊、精霊などを感覚したり、霊的な力を行使して、通常の人間ではなし得ないことを行なうとされる能力のことである。単に霊能（れいのう）と呼ばれることがある。また、ほぼ同意語として神通力（じんつうりき、じんずうりき）、法力（ほうりき）等が用いられることもある。能力と呼べるほど自在に行使できるほどではないが、受動的に霊的なものを感知する感性は霊感と呼ばれる。超心理学の研究対象でもある。霊能力を使う者や霊感が発達している者を、霊能者（れいのうしゃ）または、霊能力者（れいのうりょくしゃ）と呼ぶことがある。

## 霊能力
霊視（見鬼）
霊（または神仏）を見る能力。
眼通力（千里眼）
遠くの人や物を霊視する能力。
霊聴
霊の声を聴いたり、会話したりする能力。シルバーバーチによれば、霊と人間がしゃべっているときは、声が色付きの光になって「見える」という。
テレパシー
霊聴によって相手が考えていることや感じていることを聞く能力。心霊研究家のフレデリック・マイヤースによって命名された。
幽体離脱
生きている人間が、肉体から魂を抜くこと。

## 仏教における霊能力（神通）
仏典においては、修行によって集中力を高めた心の力によって、他人の心を知る（他心通）、自分の過去世を知る（宿命通）ことができるなど、一種の超能力が説かれている。これらは神通（abhiññā）と呼ばれる。

## 霊能者
巫女とイタコ
巫女は主に神託を得るものであり、イタコは主に死別した身内、先祖との交渉の機会を作るものであるとされている。